# Schöller (Wuppertal)

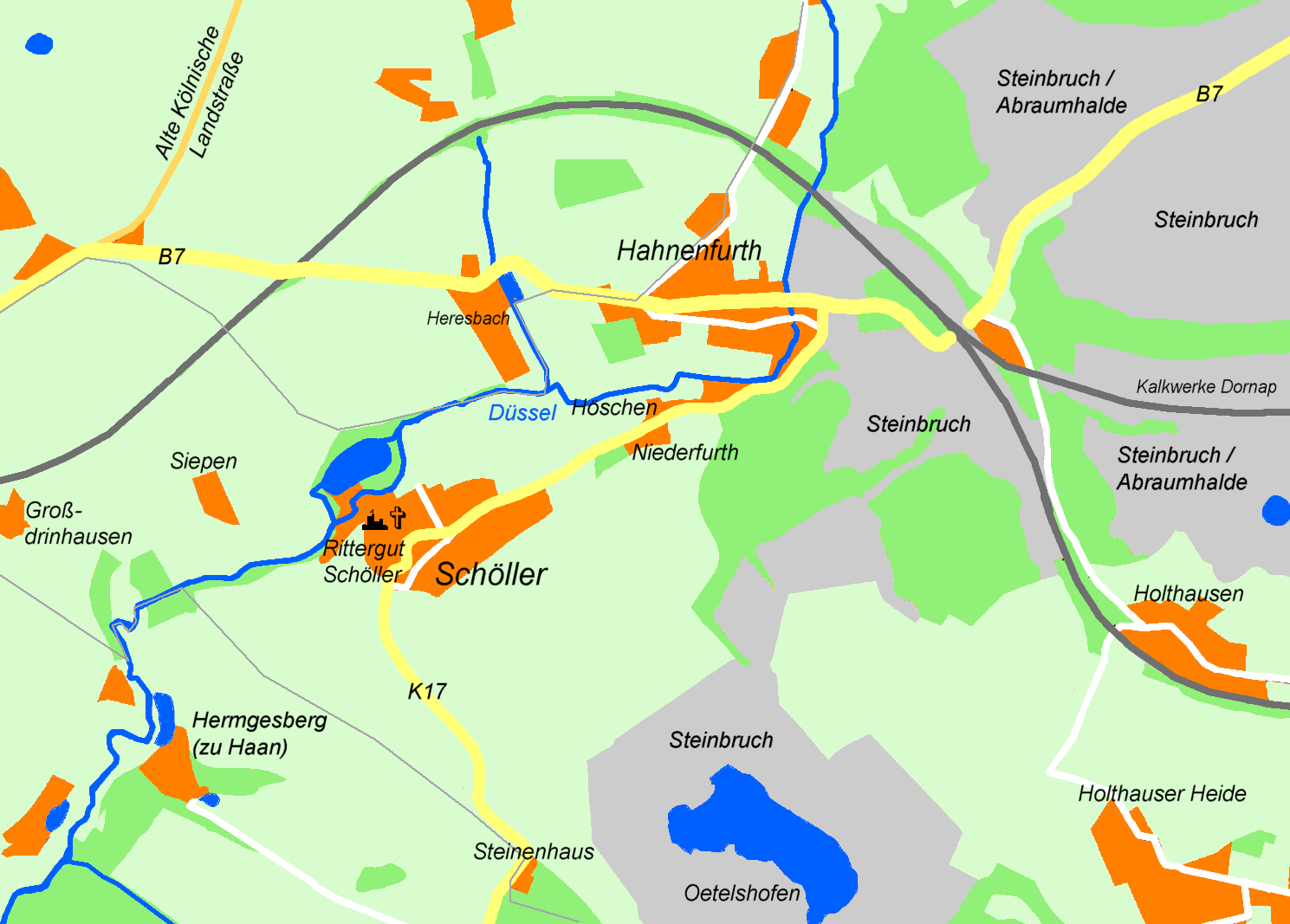
Karte von Schöller

Schöller ist eine frühere Landgemeinde und heutiger Stadtteil von Wuppertal. Zusammen mit Dornap und Hahnenfurth sowie einigen Gehöften bildet es das Quartier Schöller-Dornap im Stadtbezirk Vohwinkel. Der Fluss Düssel (Namensgeber von Düsseldorf) durchfließt Schöller am nordwestlichen Rand.

## Geschichte

Wappen

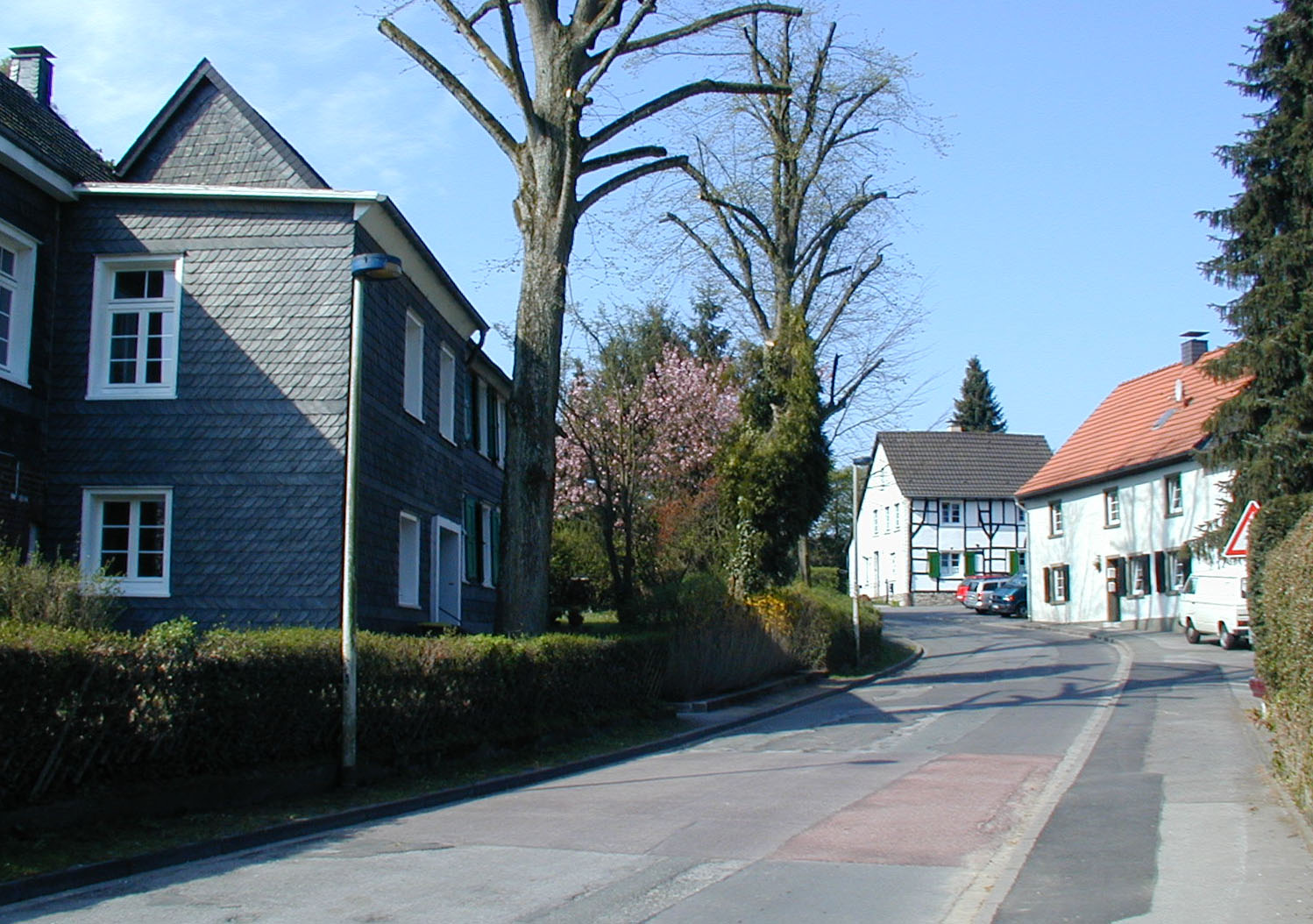
Ansicht in Schöller

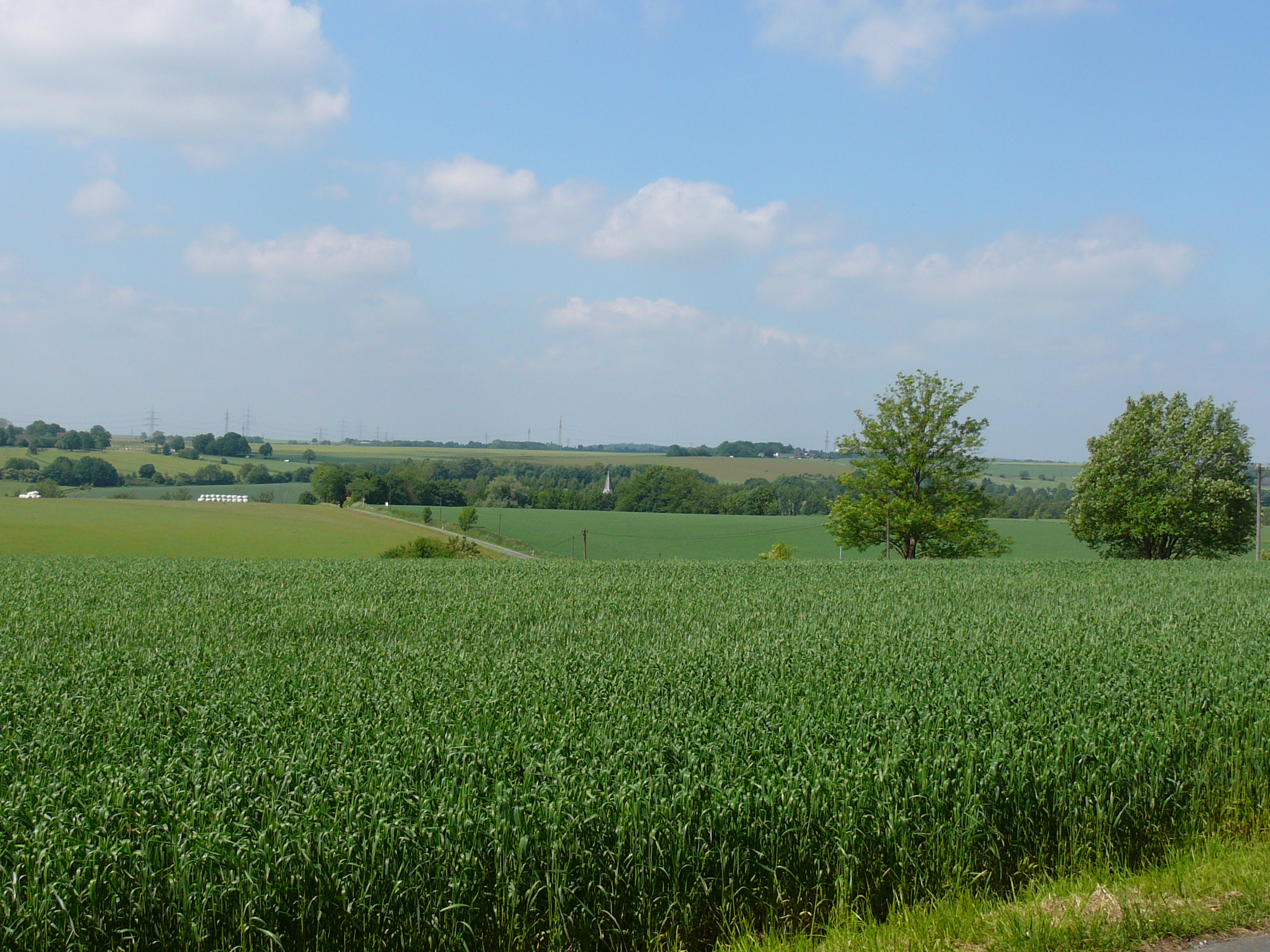
Schöller liegt in einem Gebiet, das landwirtschaftlich geprägt ist.

Im Mittelalter war das Dorf Schöller ein Hofgut der Abtei Corvey mit nachgeordneten Bauernstellen, aus dem sich später die Herrschaft Schöller bildete.
1808 wurde Schöller unter französischer Herrschaft mit den umliegenden Gemeinden zur „Mairie Haan“ vereinigt. Als ab 1815 die Preußen die Franzosen ablösten, wurden die vereinigten Gemeinden für kurze Zeit unter der Samtgemeinde Schöller weitergeführt. Bereits 1836 war aber Sitz der Bürgermeisterei wieder in Haan. Bei deren Auflösung 1894 fiel Schöller mit Obgruiten und Millrath (heute Erkrath-Hochdahl) der „Bürgermeisterei Gruiten“ zu. Im Rahmen der kommunalen Neugliederung wurde Schöller am 1. Januar 1975 mit Dönberg, Obensiebeneick (vorher Neviges) und Dornap (vorher Wülfrath) nach Wuppertal eingegliedert.

### Mittelalter
Die Anfänge des bergischen Ortes werden in der fränkischen Zeit im 8./9. Jahrhundert vermutet, als „s-chone laar“, „die schöne Rodung“ oder auch „Weide“, zur Anlage eines Krongutes in den Wald getrieben wurde. Urkundlich ist dies zwar nicht belegt, doch bietet sich die Deutung aufgrund der Nähe zum Mettmanner Königshof an. Unbewiesen ist, ob Schöller, zugehörig dem Bergischen Amt Solingen und mit Gruiten, Düssel und Sonnborn den Gerichtsbezirk Vierkapellen bildend, vor Besitz durch Corvey an das Gerresheimer Stift St. Gereon gebunden war. Die drei genannten Honschaften waren nachweislich an Gerresheim (das ca. 919 durch die Ungarn zerstört wurde) gebunden, wurden später aber an das Kloster Gräfrath übertragen oder blieben St. Gereon zehntpflichtig. Schöller dagegen gelangte an Corvey, das in regem Kontakt mit den westlichen Reichsregionen stand und daher einen Hof als Herberge nahe dem bereits erwähnten Reiseweg, der Kölnischen Straße, suchte.

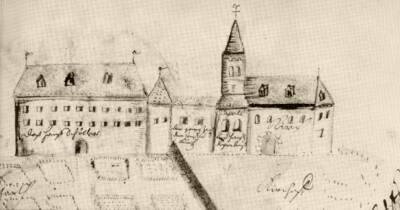
Gut mit Kirche Schöller, Zeichnung von 1761

Allerdings gehörten nachweisbar dem Stift Gerresheim Anfang des 13. Jahrhunderts noch Höfe im Gebiet von Sonnborn. In einer Aufstellung von 1218 zum Besitz des Stiftes gehörten zum Haupthof Sonnborn jeweils zwei Höfe in Gruiten und Scoelere (Schöller). Auch den Grafen von Berg gehörte ebenfalls im 13. Jahrhundert schon Landbesitz in Schöller. In einer Urkunde vom 15. Mai 1265 verleihen „Gräfin Margaretha von Berg und ihr Sohn Adolf“ drei Mark Rente aus der Herbstbede in Schöller an einen Wilhelm von Hilden zu Lehen.

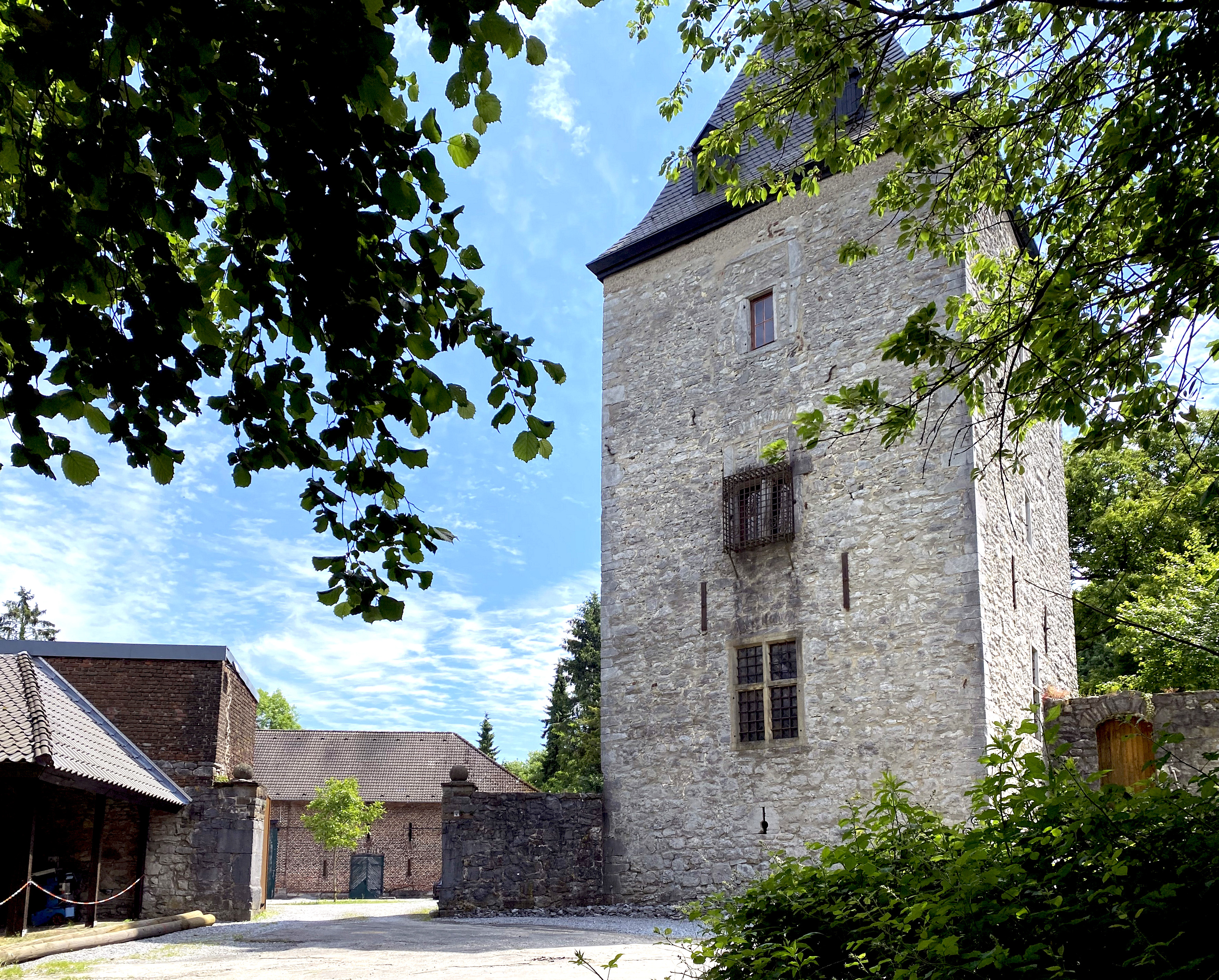
Der Wehrturm am Rittersitz Gut zu Schöller

Zugehörig war das Krongut nach einer Schenkung des Kaisers dem Benediktinerkloster Corvey an der Weser, das Besitzungen rund um die alte Kölner Landstraße anstrebt hatte und Schöller erst 1426 an den Gutsverwalter Engelbrecht von Schöller zu Lehn gab.
Vorfahre aus diesem Geschlecht war vermutlich ein Hermannus filius Helye et Engerae de Schonlare, der 1182 nachweisbar ist. Aus den ehemaligen Hausmeiern wurden so die Ritter und später Grafen von und zu Schöller. Deren letzter männlicher Spross „Wolfgang Wilhelm von und zu Schöller“ verstarb 1697. Dessen Erbtochter „Mechthild von und zu Schöller“ heiratete 1688 „Johann Friedrich von Schaesberg“. Ab 1697 übernahm dadurch die Familie von Schaesberg die „Herrschaft Schöller“ und diese sind noch heute Eigentümer von Gut Schöller.

#### Pfarrgemeinde

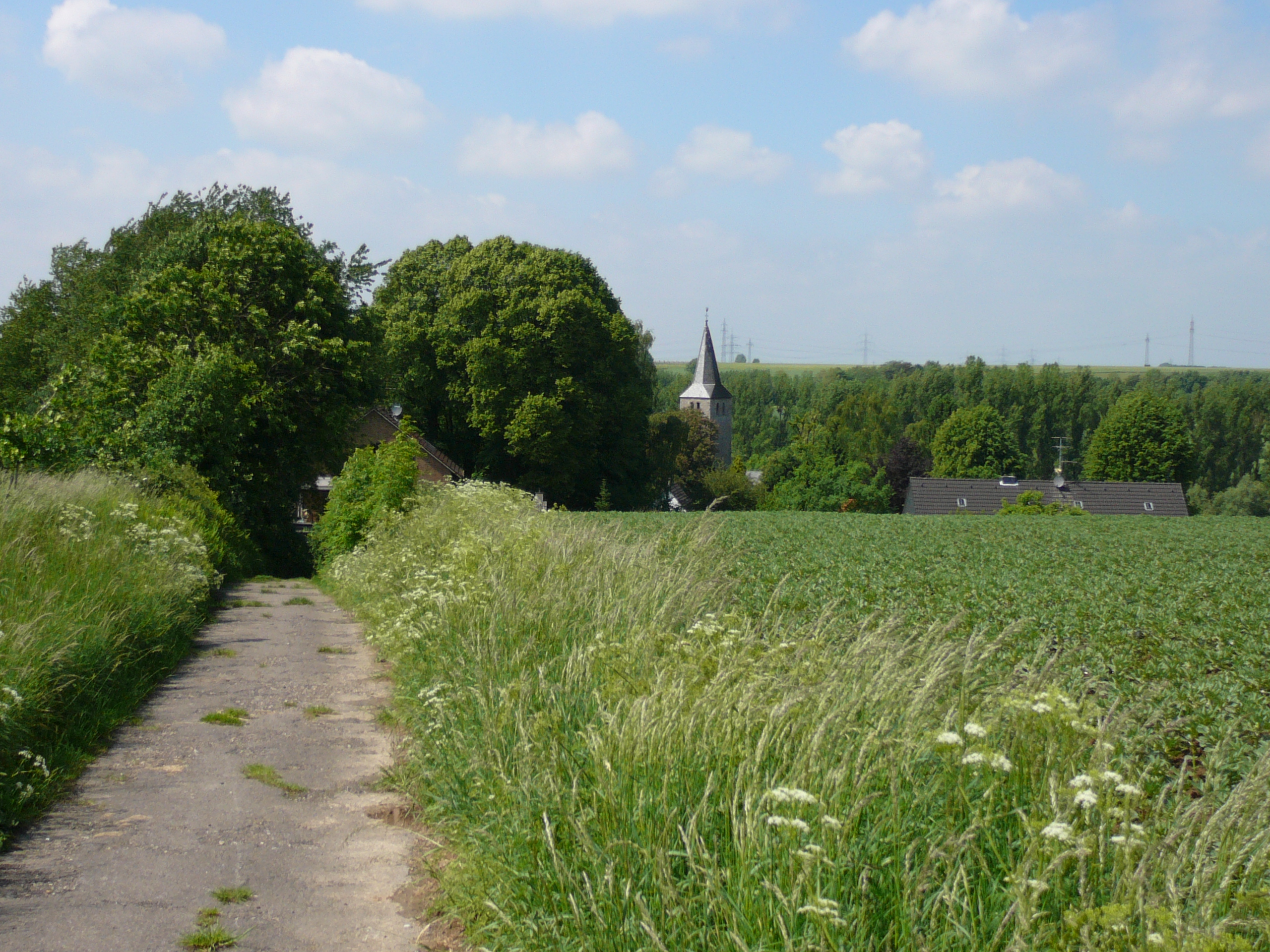
Blick auf Schöller mit Kirchturm, das in einem kleinen Tal liegt, das die Düssel geschaffen hat

Mit der Entstehung einer Dorfgemeinschaft entwickelte sich aus der Hofkapelle die heutige Pfarrkirche des Dorfes Schöller. Dies geschah im späten 12. Jahrhundert, wobei das nachweislich für den Turm gilt, sicherlich aber auch für das Schiff, das in seinem Aufbau völlig dem der romanischen Saalkirchen entspricht. Neben ihrer Funktion als Gotteshaus diente die Kirche, die dem hl. Vitus geweiht war, auch als sog. Wehrkirche und war mit dem späteren Rittergut verbunden.

### Neuzeit
Schöller selbst wird in einem Einnahmeverzeichnis von 1360 als Pfarrkirche (ecclesie in Scholere) bezeichnet, ebenso in anderen Dokumenten dieser Zeit (liber valoris), wenngleich das Kirchenarchiv selbst erst 1500 von einer Pfarre berichtet, die nun von Gräfrath aus betreut wird.

#### Reformation

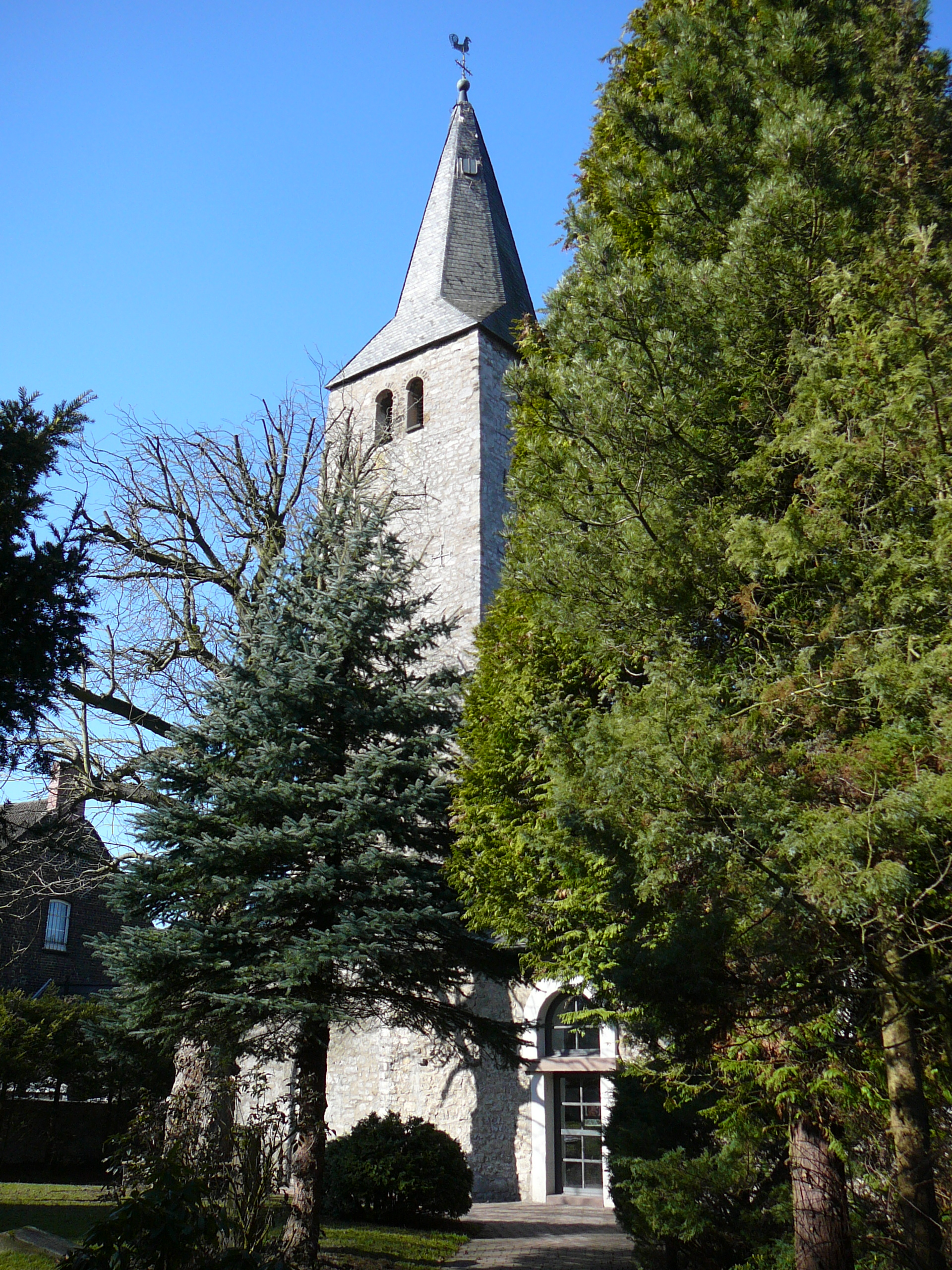
Evangelische Kirche in Schöller

Glaubt man dem Siegel der Kirchengemeinde Schöller, so entsteht die „ev.-reformierte“ Gemeinde im Jahre der Augsburger Konfession, nämlich 1530. Dass schon zu diesem frühen Zeitpunkt in Schöller „das wortt Gottes sauber gepredigt, die meß und andere päpstische ceremonien unterlaßen“ worden sind, was schon seit 100 Jahren geschehe, wie es in einem „bericht vom ietzigen zustand der pfarkirchen im Bergischen lande“ heißt, der vor 1636 verfasst ist, wird heute angezweifelt. Zunächst einmal wird ein reformiertes Bekenntnis in Deutschland erst gegen Mitte des 16. Jahrhunderts eingeführt. Dies geschah in der Kurpfalz.
Das Patronatsrecht (Pfarrstellenbesetzungsrecht) besaß zur damaligen Zeit Rütger von Schöller, der es vom Damenstift Gräfrath abgekauft hatte. Unter ihm hat um 1530 herum Prediger Rambert von Heinsberg gewirkt, der „das heilige Wort Gottes gelehrt, keine Messe gehalten“ habe, wie eine Quelle von 1637 berichtet. Dabei ist jedoch bei sämtlichen Quelltexten dieser Zeit zu beachten, dass sie unter dem Druck entstanden, dem jeweiligen Landesfürsten glaubhaft zu machen, die Gemeinde, die evangelische, existiere schon sehr lange. Nur so konnte man Besitzansprüche auf Kirche und andere Güter der Gemeinde in der Zeit des Dreißigjährigen Krieges untermauern. Es ist also Vorsicht gegenüber derartigen Quellen geboten, obgleich eine neue Lebensweise, die sowohl reformiert als auch katholisch war, möglich erscheint. Im Rheinland prägte sich nämlich ein Wandel in Form eines Mischweges zwischen beidem aus, nicht aber, wie behauptet, ein evangelischer. Dennoch gibt es Belege, dass sich der Territorialherr, Rütger von Schöller, kurz vor seinem Ableben 1547 zum Luthertum bekannte.
1545 bekam die Gemeinde einen neuen Pfarrer, Albert Rongius, der infolge der Niederlage der protestantischen Fürsten gegen den Kaiser im Schmalkaldischen Krieg von 1546 und des „Augsburger Interims“ die Messe wieder einführte und dennoch als Lutheraner beschuldigt wurde. So ist es also denkbar, dass die Gemeinde besonders in der Zeit der Bekämpfung des Protestantismus auch im Herzogtum Jülich-Cleve-Berg und Mark nach 1567 nach außen hin katholische Lebensformen ausprägte, intern jedoch protestantisch gepredigt wurde. Wirkliche Annahme könnte der Protestantismus in der Folge des hugenottischen Religionskrieges (1564) wie auch des holländischen Bildersturms (1566) gefunden haben. Viele Calvinisten flohen ins Rheinland und etablierten dort allmählich eine neue Organisationsstruktur der Gemeinden, welche die Verteilung der Aufgaben auf mehrere Personen, besonders Laien, vorsah. Dies war bei einer katholischen Obrigkeit, die den Protestantismus verbot und dessen Anhänger ächtete, eine gute Strategie, um vor Ort bestehen bleiben zu können. So hing in der sogenannten presbyterialen Organisationsform nicht alles allein am Pastor, da die Verantwortlichkeiten auf mehreren Schultern ruhten.

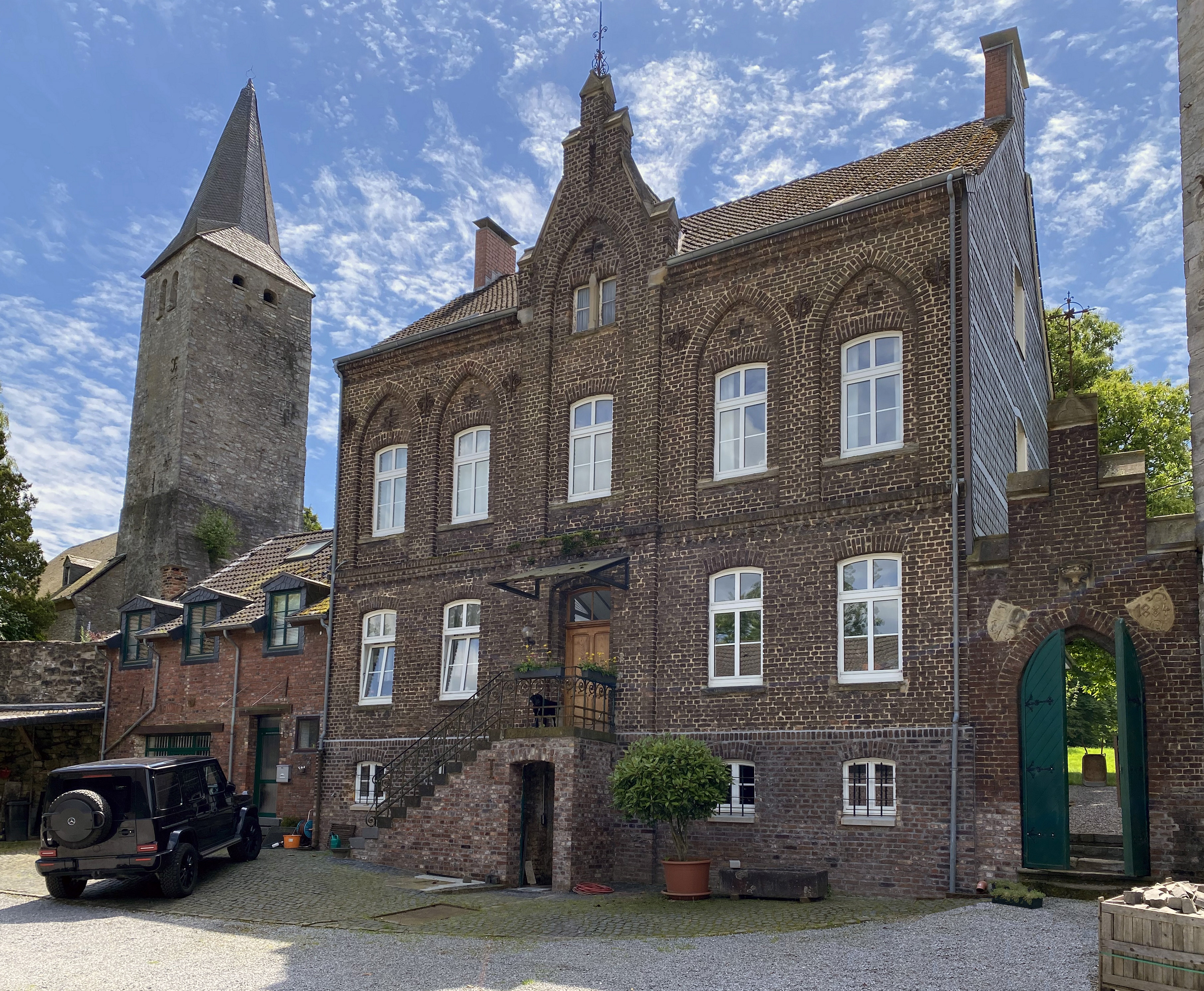
Herrenhaus Gut Schöller

Nach dem Tode Rongius’ 1580 wurde, von Mettmann kommend, Johann Viti Prediger in Schöller. Er war es, der 1587 den Schritt zum Calvinismus vollzog, indem er dem Jülicher Synodalverband beitrat. Schöller war hiermit erstmals offiziell der katholischen Obrigkeit abgewandt, bevor Viti 1589 einer der Mitbegründer der Bergischen Synode zu Neviges, unter dem Schutz der dortigen Herrschaft stattfindend, war. Das heißt aber nicht, dass mit einem Male alle katholische Feiertage oder Steuern abgeschafft wurden. Das Leben in der Gemeinde änderte sich nur ganz allmählich. In Schöller selbst wurde Pastor Viti 1604 sogar von der katholischen Regierung abgesetzt und 1606 ein anderer berufen: der Prediger Wilhelm Jacobi. Die Gemeinde boykottierte ihn jedoch konsequent und besuchte die Gottesdienste in Sonnborn und Mettmann, ehe er 1612 verstarb. Besonders im Haus der Grafen von Schöller hat man erkannt, dass wieder ein reformierter Pastor predigen müsse. So macht sich die nach Schöller eingeheiratete Katholikin van Efferen für einen evangelischen Pastor stark, wonach Jodokus Ahlius bis 1651 Pfarrer der Gemeinde sein sollte.
Für das Grafenhaus derer von Schöller lässt sich sicher sagen, dass es nach der genannten Einheirat 1612 wiederum katholisch wurde, was für die Gemeinde bedeutete, dass von dieser Seite keine finanzielle Unterstützung folgte und es daher verarmte.
Wie in vielen anderen Gemeinden wurden auch in Schöller 1628 in der Zeit des Dreißigjährigen Krieges die Kirche und die Einkünfte des Pastors gesperrt, der Bestand danach jedoch nicht mehr angefochten. 1697 stirbt der Name derer von Schöller vor Ort aus, als Wolfgang Wilhelm als letzter männlicher Spross der Familie stirbt und seine Tochter als Erbin vermählt wird mit dem späteren Reichsgrafen von Schaesberg. Bis heute ist diese Familie im Besitz des Rittergutes. Schöller selbst spielt fortan weder im Herzogtum Berg noch der Bergischen Synode eine große Rolle.

### Die napoleonische Zeit und der Köphannes
In der Franzosenzeit gehörte Schoeller zum Canton Mettmann. In einer Verfügung vom November 1808 wurde festgelegt, dass Schöller Sitz eines Gerichtsbezirkes war. Zu diesem Bezirk gehörten Gruiten, Obgruiten und Obmettmann sowie vom Canton Velbert Unter- und Oberdüssel.
Während die Region von der Räuberbande um den Auerbäumer Hannes in Angst und Schrecken versetzt wird, plant die Regierung des unter napoleonischen Einfluss stehenden Großherzogtums Berg die Gemeinde Schöller von Gruiten mitbetreuen zu lassen. Die Gemeinde wehrt sich wie schon 1606 heftig, bis sie wieder einen eigenen Pfarrer hat. Der Auerbäumer Hannes unterdessen wird nach einem Raubüberfall auf einen französischen Emigranten im Wehrturm Schöllers inhaftiert, zum Erzwingen eines Geständnisses mit Honig bestrichen, in einen Käfig an der Außenwand des Turmes gesperrt und den Bienen preisgegeben. Er schweigt dennoch, kann für kurze Zeit gar nach Holland fliehen und tut von dort den Spruch „Wer rauben will und doch nicht hangen, muss sich in Schöller lassen fangen“. Holland liefert den Räuber jedoch aus, worauf er auf der Schöllersheide enthauptet wird. Dem Köpfen des Hannes entstammt auch sein heutiger Name des Köphannes. In der Folgezeit wird es still um die Herrschaft Schöller, an deren Grenzen sich nun der Kalkabbau ausdehnt.

### Die Landgemeinde Schöller nach 1815
Nach Ende des französisch dominierten Großherzogtums Berg konnte Schöller vermutlich noch einmal seine örtlichen Zuständigkeiten verbessern. In einer „Beschreibung des Regierungs-Bezirkes Düsseldorf“ wurde angegeben, dass Schöller zu Beginn der preußischen Herrschaft in Berg Sitz der Bürgermeisterei von der „Samtgemeinde Schöller“ mit den Ortschaften Gruiten mit 227 Bewohnern, Haan mit 420 Bewohnern, Millrath mit 113 Bewohnern, Schöller mit 53 Bewohnern und Sonnborn mit 317 Bewohnern wurde. Neben diesen Ortschaften gehörten viele Weiler und außerhalb der Ortskerne liegende Einzelhöfe auch zur Gemeinde. Allerdings wurde in der Ausarbeitung von „Viebahn“ 1836 diese Landgemeinde nun unter Haan als Sitz des Bürgermeisters und nicht mehr Schöller beschrieben.
Im Gemeindelexikon für die Provinz Rheinland werden 1888 für die Landgemeinde Schöller die Wohnplätze Bellenbusch, Buntenbeck, Buntenbecker Häuschen, Dornap, Fliethe, Gerhardtsfurth, Groß Drinhausen, Habbach, Hahnenfurth, Hanielsfeld, Heistersfeld, Höffchen, Holthausen, Holthauserheide, Kahlenbusch, Klein Drinhausen, Ladebühne, Meybergsbruch, Neu Buntenbeck, Neu Dornap, Neu Holthausen, Niederfurth, Osterholz, Sandfeld, Gut Schöller, Schöllersche Mühle, Siegersbusch, Siepen, Am Steinberg, Steinbruch I, Steinbruch II, Steinenhaus, Vogelsang, Wald und Wintersbruch aufgeführt.

### Das 20. Jahrhundert in Schöller

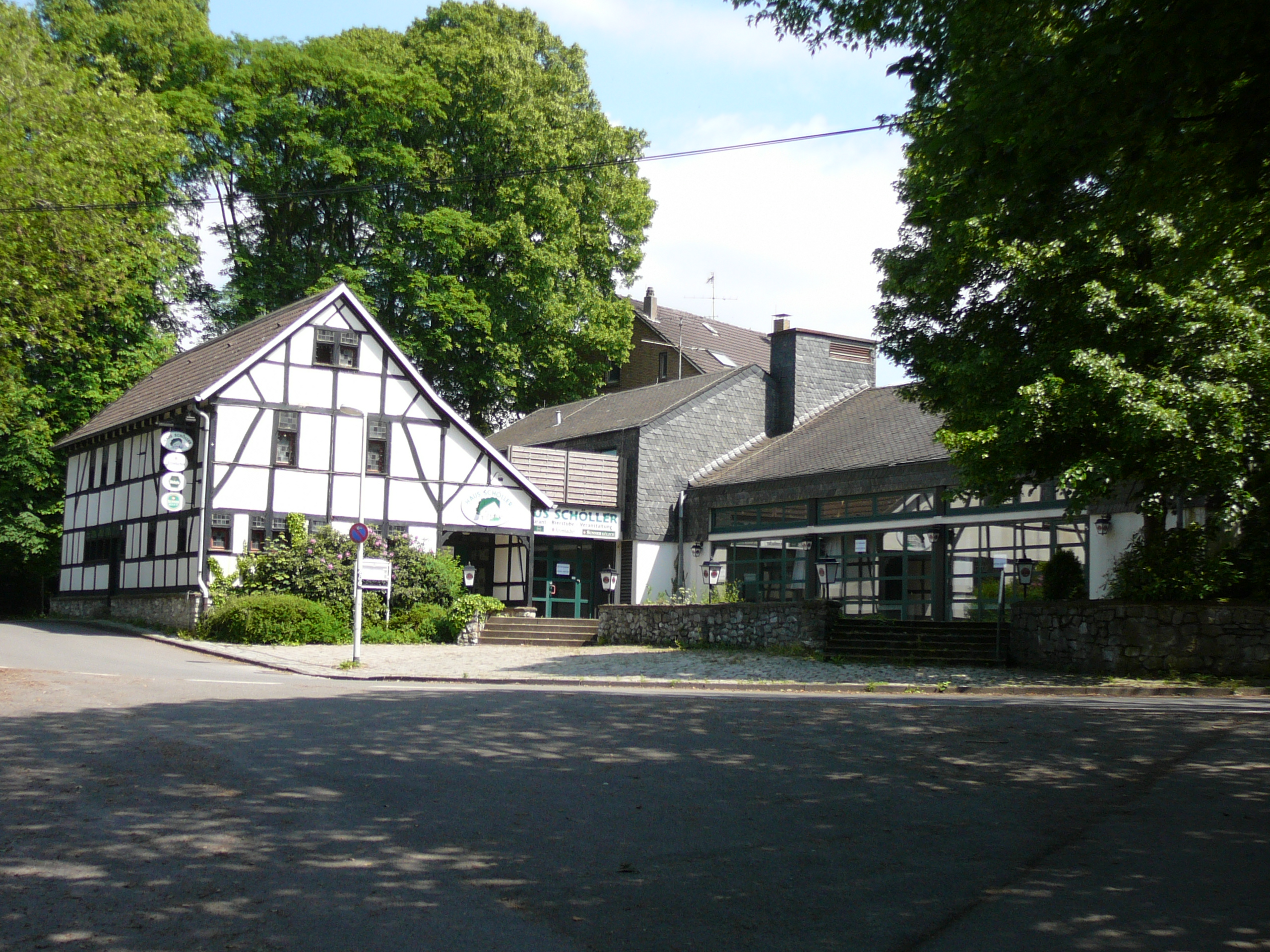
Haus Schöller

Während der Kalksteinbruch der Familie Oethelshofen bzw. heute Iseke in die Erde getrieben wurde, stieg im Gemeindegebiet die Anzahl der Bewohner an, da allein der Kalkabbau zu Hochzeiten 200 Männern Arbeit gab.

#### Pfarrer in Schöller
Ab 1903 zeichnete Pastor Henrici erstmals die Geschichte der Gemeinde nach und veröffentlichte sie in den Monatsschriften des Bergischen Geschichtsvereins (10/1903 und 30/1936). 1946 wurde der bekannte Theologe Wilhelm Niesel Pfarrer in Schöller, dessen Pfarrstelle nun mit einem Lehrstuhl an der Kirchlichen Hochschule Wuppertal verbunden war. Der Geistliche war außerdem von 1964 bis 1970 Präsident des Reformierten Weltbundes. Ihm folgte 1968 Jürgen Fangmeier als Pfarrer im Doppelamt, der wie sein Vorgänger die Ökumene pflegte und sich stark für den Frieden im Nahen Osten engagierte. 1995 folgte Martin Breidert als Dozent an der Kirchlichen Hochschule und Prediger der kleinen Gemeinde, die er liebenswürdig als „gallisches Dorf“ bezeichnete und die immer wieder Zuständigkeitsbezirke an umliegende Gemeinden abgeben musste. 2006–2012 war Matthias Freudenberg Schölleraner Pfarrer. Zwischen dem 1. Februar 2013 und dem 1. Juni 2017 war Barbara Schröder-Möring die Pfarrerin der Gemeinde. Die Pfarrstelle wurde zum 1. Juni 2017 gekündigt und wird zukünftig nicht mehr neu besetzt, die Kirchengemeinde wird in ihrer Eigenständigkeit höchstwahrscheinlich Anfang 2018 aufgelöst.

#### Zweiter Weltkrieg
Am 23. Mai 1944 stürzte ein Bomber der Royal Air Force vom Typ Avro Lancaster unweit des Ortskerns ab. Zwei der sieben Besatzungsmitglieder überlebten und kamen in deutsche Kriegsgefangenschaft. 2015 suchten ehrenamtliche Mitarbeiter des LVR-Amtes für Bodendenkmalpflege nach Überresten des Flugzeuges und konnten so den Absturz archäologisch bestätigen.

#### J. F. Benzenberg – der erste Liberale des Rheinlandes
1777 wurde in Schöller Johann Friedrich Benzenberg geboren, dessen Vater Heinrich der Dorfpfarrer war. Der spätere Düsseldorfer Gelehrte galt als erster rheinischer Liberaler, machte sich durch antipreußische Publikationen (Wünsche und Hoffnungen eines Rheinländers) ebenso einen Namen wie als Landvermesser, Astronom und Meteorologe, wobei ihn besonders Sterne und Planeten begeisterten. Am Pfarrhaus ist eine Gedenktafel an den bekannten Sohn Schöllers angebracht.

## Steinbrüche

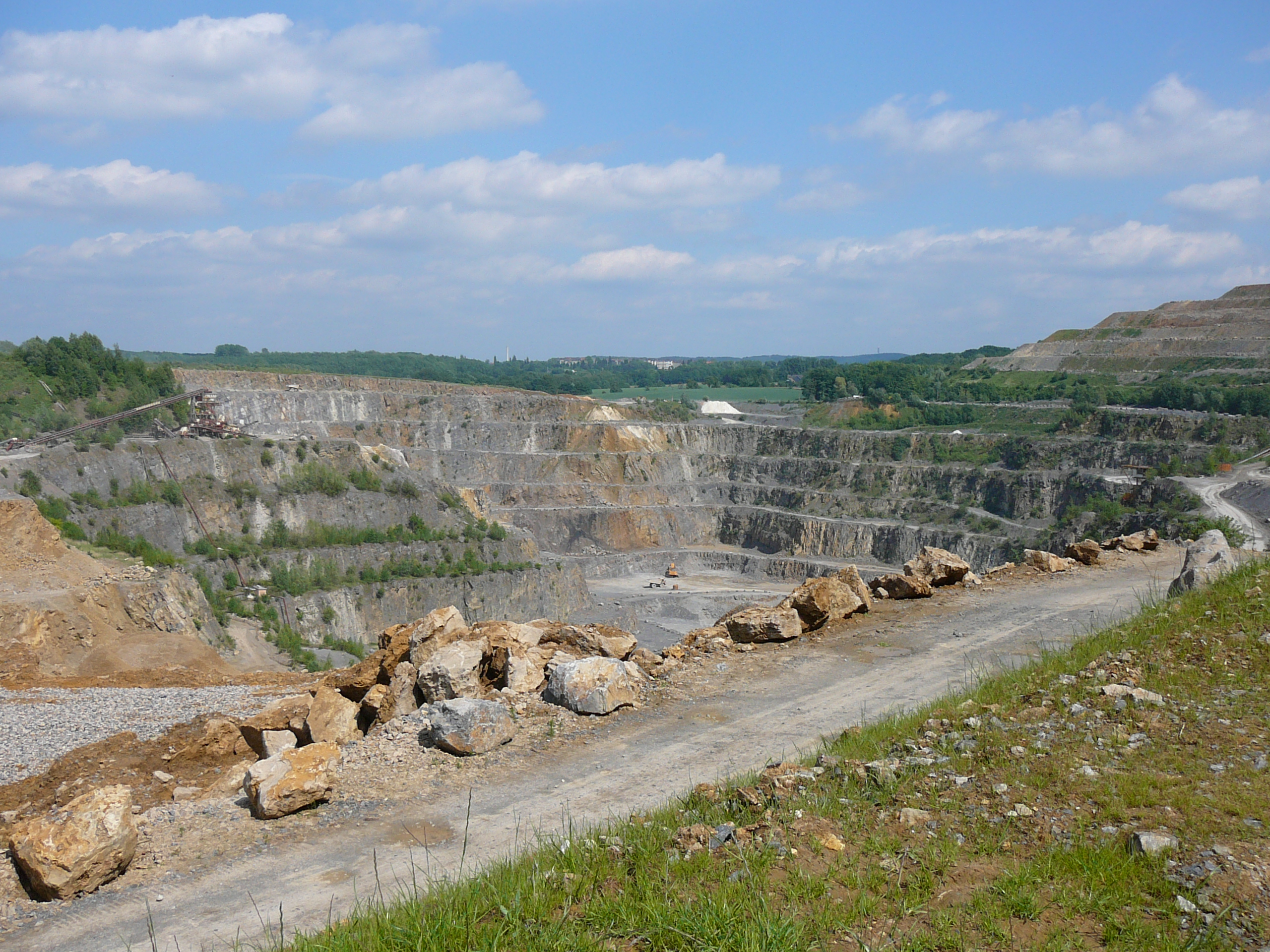
Steinbruch in der Nähe von Schöller, 60 m tief und 700 m im Durchmesser

Am südöstlichen Rand der Ortschaft liegt die Grube Osterholz, in der auch heute noch von den Kalkwerken H. Oetelshofen GmbH & Co. KG Kalkstein abgebaut wird. In südwestlicher Richtung von Schöller der renaturierte ehemalige Kalksteinbruch Grube 7, der nun als Naturschutzgebiet ausgewiesen ist und ein beliebtes Naherholungsziel ist. In südlicher Richtung liegt der ebenfalls ehemalige Kalksteinbruch Grube 10. Beide liegen auf dem Gebiet der Nachbargemeinde Haan.

## Sehenswürdigkeiten
- Pfarrkirche von Schöller, sie ist eines der wenigen mittelalterlichen Baudenkmale auf Wuppertaler Stadtgebiet.
- Rittergut Schöller, erst Hof, später Ritter- und Herrensitz, danach Gut Schöller
- Wassermühle Schöller
- Haus Schöller, im Stil und mit Originalteilen eines bergischen Fachwerkhauses (siehe Siedlung „Niederfurth“) gebaute Gaststätte. Zeitweilig auch als Bürgerhaus genutzt.
- Der von 1994 eingerichtete Radweg Kaiser-Route führte durch Schöller, wird aber seit 2014 nicht mehr betrieben.